# Pachín
Enrique Pérez Díaz, plus communément appelé Pachín, est un footballeur espagnol né le 28 décembre 1938 à Torrelavega et mort le 10 février 2021 à Madrid. Il jouait au poste de défenseur.

## Biographie

### En club
Grand joueur du Real Madrid, il passe près de 10 saisons au club. Il est notamment septuple champion d'Espagne et remporte deux Coupes d'Europe des clubs champions.
Au cours de sa carrière de joueur, il joue 33 matchs en Coupe d'Europe des clubs champions et 195 matchs dans les divisions professionnelles espagnoles.

### En équipe nationale
International espagnol, il reçoit 8 sélections en équipe d'Espagne entre 1960 et 1963. 
Il joue son premier match en équipe nationale le 15 mai 1960 contre l'Angleterre et son dernier le 30 mai 1963 contre l'Irlande du Nord. 
Il fait partie de la sélection espagnole lors de la Coupe du monde 1962 organisée au Chili. Lors du mondial, il dispute deux matchs : contre le Mexique puis contre le Brésil.

## Palmarès
Avec le Real Madrid :
- Vainqueur de la Coupe des clubs champions européens en 1960 et 1966
- Vainqueur de la Coupe intercontinentale en 1960
- Champion d'Espagne en 1961, 1962, 1963, 1964, 1965, 1967 et 1968
- Vainqueur de la Coupe d'Espagne en 1962